# Mecula (distrito)

localização do distrito de Mecula em Moçambique

Mecula é um distrito situado na província de Niassa, em Moçambique, com sede na povoação de Mecula. Tem limite, a norte com a República da Tanzânia, pelo rio Rovuma, fazendo uma fronteira natural, a oeste com o distrito de Mavago, a sul com o distrito de Marrupa, através do rio N'twe Wa Mbaango e a este com os distritos de Mueda e Montepuez, da província da Cabo Delgado. 
Grande parte do seu território é ocupado pela Reserva Especial do Niassa (REN), o qual tem uma área de 42.460 Km2, sendo 22.000 Km2 ocupados pela Região Central da REN, cuja atividade é o eco-turismo e a caça.[carece de fontes?]

## Demografia
Em 2007, o Censo indicou uma população de 13 779 residentes, sendo o distrito menos povoado da província. Com uma área de 18 153  km², a densidade populacional rondava os 0,76 habitantes por km². Esta população representa um aumento de 25,6% em relação aos 10 972 habitantes registados no Censo de 1997 .

## Divisão administrativa
O distrito está dividido em dois postos administrativos, Matondovela e Mecula, compostos pelas seguintes localidades:
- Posto Administrativo de Matondovela:
  - Matondovela
- Posto Administrativo de Mecula:
  - Mecula-Sede
  - Lugenda (Mussoma)
  - Mbamba
  - Naulala